# Татарський гірсько-єгерський полк СС
Татарський гірськопіхотний полк СС ( нім. Tataren-Gebirgsjäger-Regiment der SS) - підрозділ з кримськотатарських колабораціоністів, що воював на боці нацистської Німеччини в другій половині 1944 року.

## Опис
Був утворений після розгрому в квітні-травні 1944 року кримського угруповання вермахту, коли кримськотатарські батальйони «Шуму», що залишилися, були зведені в трибатальйонний полк СС.
16 червня 1944 року начальник Головного оперативного управління СС обергруппенфюрер Х. Юттнер представив рейхсфюреру СС Гіммлер план розгортання татарського полку з осіб, евакуйованих до Румунії. Гіммлер вказав на необхідність його посилення німецькими офіцерами та унтер-офіцерами. Оскільки фактично кримськотатарських добровольців вистачало лише на два батальйони, передбачався змішаний національний склад. Його створення та підготовка розпочалися на навчальному полігоні Мурлагер у Німеччині.

8 липня 1944 року полк був переформований як Татарська гірськопіхотна бригада СС. Бригадою командував штандартенфюрер СС Ст Фортенбах. У середині липня 1944 року бригада була переведена з Німеччини до Угорщини, де проходила подальшу підготовку та несла гарнізонну службу. У цей час до складу бригади входили: 11 офіцерів, 191 унтер-офіцер і 3316 рядових - всього 3518 осіб (з яких близько третини становили німці).
31 грудня 1944 року бригада була розформована, увійшовши до складу Східнотюркського з'єднання СС як Кримська бойова група (2 піхотні батальйони та 1 кінна сотня).